# ائتلاف پرتاب و راه‌اندازی
ائتلاف پرتاب و راه‌اندازی (به انگلیسی: United Launch Alliance)، (ULA) ارائه‌دهندهٔ خدمات پرتاب و راه‌اندازی فضاپیما به دولت ایالات متحده است. این شرکت به عنوان یک سرمایه‌گذاری مشترک بین سیستم‌های فضایی لاکهید مارتین و بوئینگ، دفاع فضایی و امنیتی در دسامبر ۲۰۰۶ با ترکیب تیم‌های دو شرکت شکل گرفت. مشتریان ائتلاف پرتاب و راه‌اندازی (ULA) دولت ایالات متحده شامل وزارت دفاع و ناسا و همچنین سازمان‌های دیگر هستند. با ULA، لاکهید و بوئینگ، بیش از یک دهه؛ تا زمانی که نیروی هوایی ایالات متحده قرارداد ماهواره‌ای GPS را به SpaceX در سال ۲۰۱۶ اعطا کرد، این گروه یک انحصار در راه‌اندازی اسپیس‌اکس داشته‌است. ULA. ک (ULA) خدمات راه‌اندازی را با استفاده از دو سیستم پرتاب و راه‌اندازی دلتا ۴-(Delta IV) و اتلس ۵(Atlas V). اجرا و راه‌اندازی می‌کند. خانواده‌های اتلس و دلتا برای بیش از ۵۰ سال برای حمل انواع مختلف مأموریت از جمله هوا، مخابرات و ماهواره‌های امنیت ملی و ماموریت‌های عمیق اکتشاف فضایی و بین‌المللی در حمایت از تحقیقات علمی استفاده می‌شوند. ULA همچنین سرویس‌های راه‌اندازی را برای ماهواره‌های غیردولتی فراهم می‌کند: لاکهید مارتین حقوق بازاریابی و ارائهٔ تجارتی اتلس را برای خود نگهداشته‌است.